# Vingt ans d'absence
Pour les articles homonymes, voir Vingt ans (homonymie).
Vingt ans d'absence est un téléfilm français réalisé par Bernard Saint-Jacques en 1985 pour l'émission Cinéma 16 (série TV de 1975-1990).

## Synopsis
Marie est une jeune femme qui décide de tout quitter pour aller vivre avec son père, qu'elle n'a pas revu depuis plus de 20 ans.

## Fiche technique
- Titre : Vingt ans d'absence
- Réalisation : Bernard Saint-Jacques
- Scénario et dialogues : Marie Guérinaud
- Pays :  France
- Société de production : FR3 Lyon
- Date de diffusion : 27 décembre 1985 sur FR3

## Distribution
- Jean Carmet : Léonard
- Sonia Vollereaux : Marie, adulte
- Johanna Rousset : Marie, enfant
- Dora Doll : Suzanne
- Hervé Bellon : Jean
- Paul Barge : Julien
- Clovis Riou : Bernard